# Descosidor

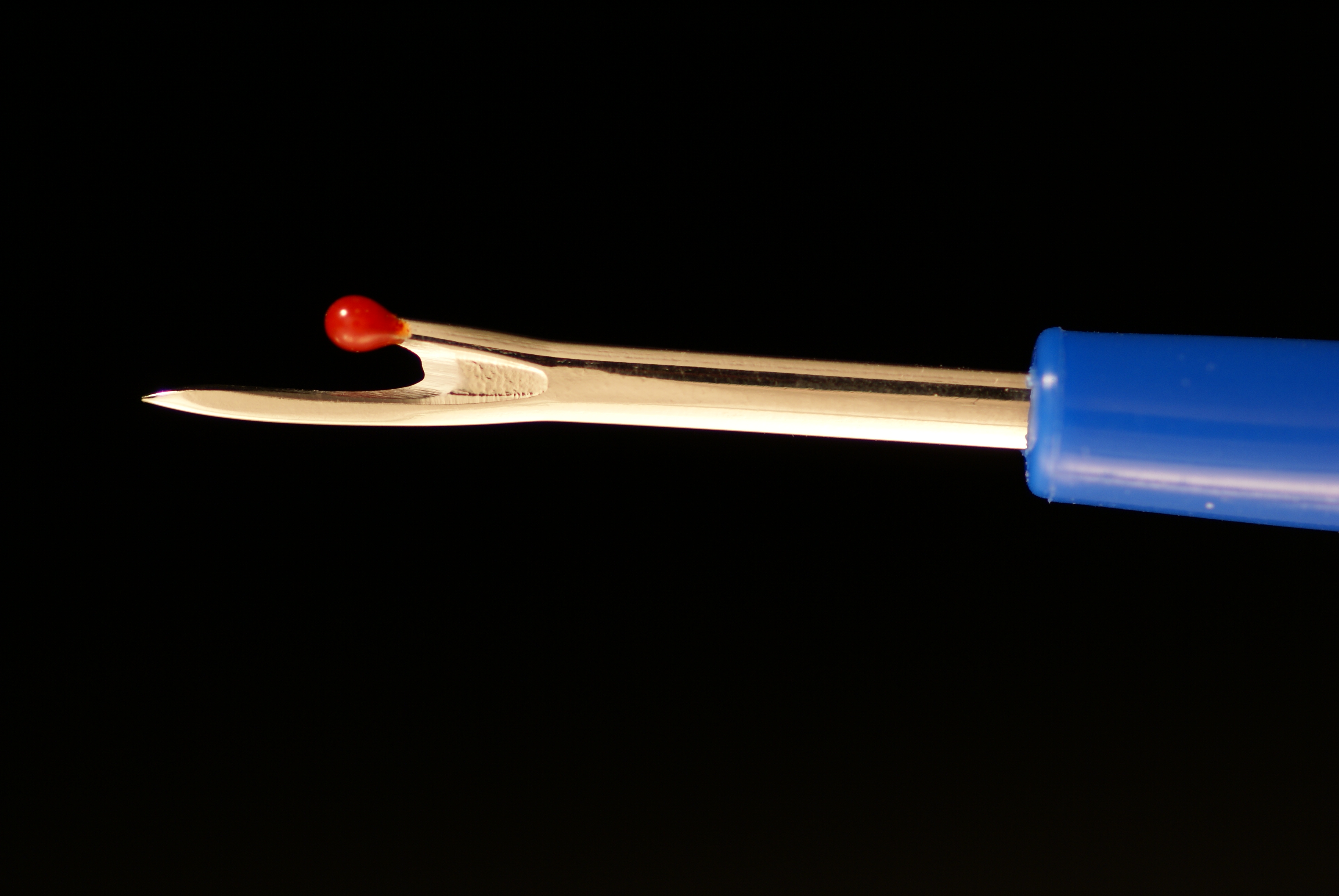
Un descosidor

Un descosidor o agulla descosidora és una eina utilitzada en la costura per tallar o desfer costures.
Generalment, consisteix en una agulla amb dues puntes, una més llarga que l'altra, amb una petita superfície de tall a l'enforcadura. La punta llarga sol ser punxeguda i aplanada, i s'insereix entre dues teles cosides o en una costura. La punta curta sol ser arrodonida, per tal que no penetri en la tela. Amb el tall de l'enforcadura, es pot tallar el fil utilitzat en una costura sense danyar les teles. Normalment consisteix en un cap metàl·lic embotit en un mànec de fusta o plàstic.
A vegades, també s'utilitza per fer petits talls a la tela, com per obrir un trau de botó després d'haver-lo rematat amb una maquina de cosir.